# 边芹
边芹，作家、翻译家、影评人，曾常年旅居法国。著有《一面沿途漫步的镜子》（2005）、《谁在导演世界》（2013）、《被颠覆的文明》（2016）、《文明的变迁》（2017）等。主要译著有《直布罗陀水手》（2000）、《广岛之恋》（2000）、《红与黑》（2023）等。曾在《文汇报》副刊《笔会》撰写专栏“左岸碎语”，任《新民周刊》专栏作家，《文汇报》驻法国特约记者。